# Toponimi latini dei comuni della provincia di Massa-Carrara
Questo elenco comprende i toponimi latini dei comuni della provincia di Massa e Carrara effettivamente usati in epoca classica, medievale e moderna.

## Elenco
| Endonimo italiano        | Toponimo latino principale | Varianti | Antropotoponimo (nome degli abitanti) | Note                          |
| ------------------------ | -------------------------- | --- | ------------------------------------- | ----------------------------- |
| Massa                    | Massa -ae, Massa Lunensis  | Herculis Fanum, Taberna Frigida, Tabernae Frigidae, ad Tabernas Frigidas, Massa prope Frigidum, Massa Marchionalis, Massa Cybea, Massa Carrariae | Massenses, Massani                    | Vedi anche: Storia di Massa   |
| Carrara                  | Carraria -ae               | Cararia | Carrarienses                          | Vedi anche: Storia di Carrara |
| Aulla                    | Aula -ae                   | Avula, Aguilla | Aulenses                              |                               |
| Bagnone                  | Bondelia -ae, Bagnonum -i  | Bandelia, Bagnonis | Bagnonenses                           |                               |
| Comano                   | Comanum -i                 | Cumanum | Cumanenses                            |                               |
| Filattiera               | Filictaria -ae             | Felecteria, Feleteriae, Filateriae Castrum | Filictarienses                        |                               |
| Fivizzano                | Fivisanum-i                | Fivizanum, Forum Verrucolae Bosorum, Filii Vizzani, Flavidianum                                                                                  | Fivisanenses                          |                               |
| Fosdinovo                | Fosdenovum -i              | Faux Nova, Faucenova, Fosdenova, Fosdenove | Fosdenovenses                         |                               |
| Licciana Nardi           | Liciana -ae                | | Licianenses                           |                               |
| Montignoso               | Mons Tiniosus              | Castrum Aghinolfi, Castrum Agilulphi | Montetiniosini                        |                               |
| Mulazzo                  | Mulatium-i                 | Munatium | Munatienses                           |                               |
| Podenzana                | Potentiana -ae             | Podenzola | Potentianenses                        |                               |
| Pontremoli               | Apua -ae                   | Pons Tremulus, Pontremulus, Pontremolum, Pontremulum                                                                                             | Apuani, Apuanienses Pontremulenses    |                               |
| Tresana                  | Tresiana -ae               | Tresana, Tregjana | Tresianenses                          |                               |
| Villafranca in Lunigiana | Villa Franca               | Villa Leale, Villa Franca Lunisaniae | Villafranchenses                      |                               |
| Zeri                     | Silva Cerri, Cerri-orum    | Castrum Cerri, Castrum Zirri | Cerrates                              |                               |